# Tom Robinson
Thomas Giles Robinson, detto Tom (Cambridge, 1º giugno 1950), è un musicista, cantante e disc jockey britannico.

## Biografia
Robinson è il membro fondatore della Tom Robinson Band, una band apertamente politica che sfornò numerosi successi negli anni settanta, come 2-4-6-8 Motorway e Power in the Darkness.
La canzone meglio conosciuta di Robinson è Glad to be Gay ("Felice di essere Gay"), e fu un franco sostenitore del movimento gay negli anni settanta.
Negli anni ottanta è stato il front-man dei Sector 27, un'altra rock band molto impegnata in politica, che pubblicò un album e lasciò Robinson praticamente senza un soldo. Scappò ad Amburgo per fuggire ai creditori quando scrisse il suo successo del 1983 War Baby e pubblicò il suo primo album solista North by Northwest. Al suo ritorno nel Regno Unito incominciò a tenere concerti a tarda notte all'Edinburgh Fringe, alcuni dei quali furono successivamente incisi sul disco live Midnight at the Fringe.
In questo periodo ha collaborato anche con Elton John con il quale ha scritto alcune canzoni.
Nel 1985 ha incominciato una nuova carriera come DJ per alcune stazioni radiofoniche, tra cui la BBC Radio 1 (al posto di Janice Long), BBC Radio 4 ("The Locker Room" dal 1992 al 1995), e il BBC World Service. Al momento può essere sentito la sera durante la settimana su BBC 6 Music che presenta The Evening Sequence, e alle volte nel programma della BBC Radio 4 Home Truths dalla morte di John Peel.
Successivamente si è riconosciuto bisessuale, sposando una donna e facendosi una famiglia. I giornali trovarono l'avvenimento davvero incredibile, con titoli come "L'uomo gay numero uno in Gran Bretagna innamorato della biker girl" (The Sunday People) e "Felice di essere papà" (The Sun).
Oggi Robinson si esibisce raramente, risparmiandosi per due feste annuali per il suo fan club "The Castaway Club", che si svolgono a Londra Sud e in Belgio a gennaio tutti gli anni. Nel concerti Castaway in Belgio, presenta molte canzoni in olandese. Alle feste Castaway presenziano sempre un gran numero di artisti sia affermati che sconosciuti come i Paleday e TV Smith.
È anche un sostenitore dei Computer Apple, e li ha usati molto nel suo lavoro dalla metà degli anni ottanta.
Suo fratello è il conduttore televisivo e produttore Matthew Robinson.

## Singoli
- War Baby (1983).
- Listen To The Radio: Atmospherics (1983).
- Rikki Don't Lose That Number (1984).
- Still Loving You (1986)

## Album
- Power in the Darkness (1978) (come Tom Robinson Band)
- "Two" (1980) (come Tom Robinson Band)
- North By Northwest (1982).
- Cabaret '79: Glad To Be Gay (1982).
- Hope and Glory (1984, ristampato come: War Baby: Hope and Glory).
- Still Loving You (1986).
- The Collection (1987).
- Last Tango: Midnight At The Fringe (1988).
- We Never Had It So Good (1990, con Jakko Jakszyk).
- Winter of '89 (1992, in versione bootleg come Motorway: Live).
- Living In A Boom Time (1992).
- Love Over Rage (1994).
- Having It Both Ways (1996).
- The Undiscovered Tom Robinson (1998).
- Home From Home (1999).
- Smelling Dogs (2001, album parlato).
- Only the Now (2015)